# Up All Night (álbum de One Direction)
Up All Night es el álbum debut de la boy band británico-irlandés, One Direction, lanzado el 18 de noviembre del 2011 en Irlanda y el 21 de noviembre a Reino Unido, a través de Syco, la discográfica de Simon Cowell y Sony. El disco fue lanzado luego el 13 de marzo de 2012 a través de Columbia Records. El disco contiene 13 canciones y 15 en su edición de lujo. Tiene colaboraciones con Savan Kotecha, Rami Yacoub, RedOne, Jamie Scott, Ed Sheeran, Steve Mac, Toby Gad y Carl Falk. La banda empezó a grabar el álbum a principios de 2011, después de la final de la séptima temporada de The X Factor. El álbum marca el primer lanzamiento completo desde que fueron formados en el programa y al ser firmados a Syco Records. 
En el álbum, musicalmente predomina el pop, que se orienta al pop rock, dance-pop, teen pop y power pop. En el contenido lírico, trata sobre temas para divertirse, la adolescencia, las relaciones y el enamoramiento. El álbum recibió críticas, generalmente positivas, elogiando las letras de canciones alegres y juveniles que se adecuan al pop actual.
Up All Night debutó con 138,163 copias en Reino Unido, ubicándose de segundo lugar en la lista, la cual fue dominada esa semana por el álbum Talk That Talk de Rihanna el cual vendió 163.000 copias, y se convirtió en el álbum debut que más rápido se vendió en UK Abums Chart de 2011. Lanzado en noviembre, el álbum se convirtió en el tercer álbum debut con mayores ventas y en el décimo sexto álbum más vendido en UK Albums Chart de 2011, con 468,000 copias vendidas. En los Estados Unidos, el álbum fue número uno en Billboard 200, vendiendo 176,000 copias en su primera semana, que hizo a One Direction el primer grupo de Reino Unido en la historia en lograr esto con su álbum debut. Hasta noviembre de 2012, Up All Night vendió 1 350 000 copias en Estados Unidos, donde hasta entonces era el tercer álbum más vendido del año, según Nielsen SoundScan. Up All Night también estuvo en otras quince listas de otros países.
Se han lanzado cuatro sencillos del álbum. El primer sencillo, "What Makes You Beautiful" fue lanzado el 11 de septiembre de 2011. Se convirtió en el sencillo más pre-pedido en la historia de Sony Music Entertainment. Entró en UK Singles Chart en el número uno el 18 de septiembre de 2011, vendiendo 153,965 copias esa semana. Fue lanzado en Estados Unidos en febrero de 2012, donde rápidamente se convirtió en un top diez, llegando al número cuatro en Billboard Hot 100. El segundo sencillo, "Gotta Be You" fue lanzado en Reino Unido e Irlanda, el 11 de noviembre de 2011. Llegó al número tres en ambas listas Irlandesas y de Inglaterra. El 6 de enero de 2012, "One Thing" fue lanzado digitalmente como el segundo sencillo fuera de Reino Unido e Irlanda. En esa semana, fue lanzado en Reino Unido como el tercer sencillo. "One Thing" se convirtió en el tercer sencillo top diez, llegando al número nueve en Reino Unido. "One Thing" fue enviado por Columbia Records para que salga en las radios en los Estados Unidos el 22 de mayo de 2012.
La canción «Na Na Na», no es una canción oficial, por lo que no está en el CD, sin embargo se encuentra en el sencillo de «What Makes You Beautiful», canción que ganó la categoría Mejor single británico en los Brit Awards 2012.

## Antecedentes y grabación

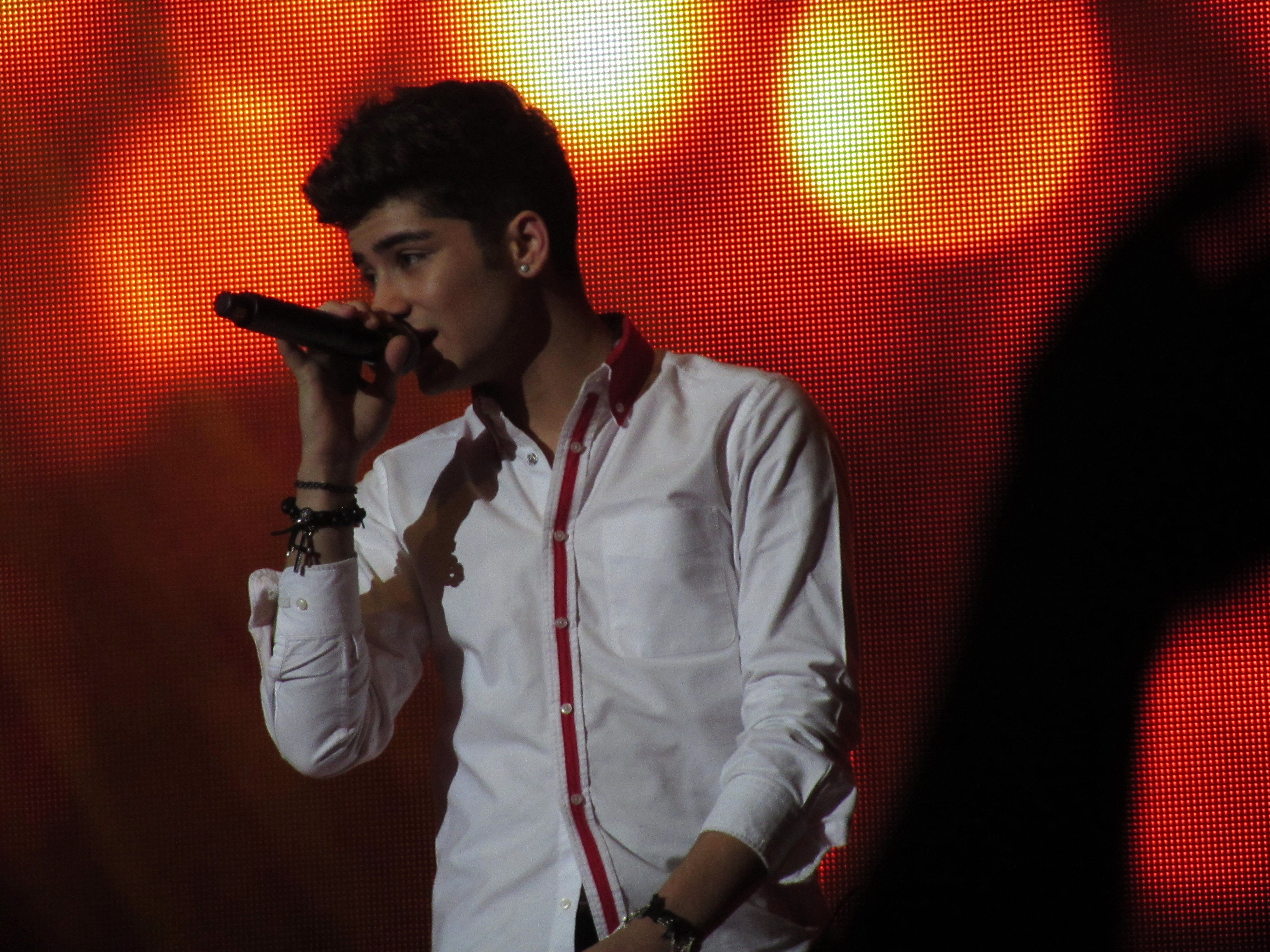
Zayn Malik.

Después del final de la séptima temporada de The X Factor, se anunció que One Direction firmó con Simon Cowell y Sony Music, para Syco Music. La grabación del álbum tuvo lugar en Londres, Los Ángeles y Estocolmo.
Compositores como Savan Kotecha, Kelly Clarkson y Ed Sheeran, y los productores, Redone y Rami Yacoub, Steve Mac y Toby Gad, que previamente han trabajado con Lady Gaga, Britney Spears, Pink, Jennifer López, Beyoncé y Usher, entre otros, contribuyeron a la producción del álbum.
One Direction hizo una aparición en El Show de Alan Titchmarsh el 4 de abril de 2011, y Zayn Malik, confirmó que su primer sencillo del álbum, «What Makes You Beautiful» será lanzado en junio, aunque se retrasó hasta agosto con el fin de coincidir con el lanzamiento de la octava temporada de The X Factor, y luego de nuevo a septiembre. El 15 de octubre de 2011, revelaron el título del álbum después de que sus fanes completaran un desafío en la web oficial para desbloquear la cubierta y el título. El 17 de octubre de 2011, la lista de canciones fue revelada. El 21 de octubre, el grupo reveló la portada del álbum. El 17 de noviembre, revelaron extractos de algunas canciones y ese mismo mes firmaron un contrato discográfico con Columbia Records en los Estados Unidos. Up All Night se estrenó el 13 de marzo del 2012 en América del Norte.

## Contenido musical
Up All Night es un álbum pop que se orienta hacia el dance, el teen pop, el pop rock y el power pop influenciado por el electro y la música rock. Su producción incluye guitarras, baterías y acompañamientos de piano.
- «What Makes You Beautiful», el sencillo debut de la banda, abre el disco, esta es una canción power pop y teen pop, escrita por Carl Falk, Rami Yacoub y Savan Kotecha, mientras que su producción musical quedó a cargo de los dos primeros.[17]  Gracias a su base de guitarra, la canción ha sido comparada con el sencillo de la película musical Grease «Summer Nights».[18]

- «Gotta Be You», la segunda canción y también segundo sencillo del álbum. Esta es una balada pop rock que según la banda es un homenaje a una chica, la cual se trataría de la exnovia de Liam, Danielle. El 8 de noviembre del 2011 se estrenó su vídeo y el 11 de noviembre fue lanzado el sencillo, que trae la canción «Another World» como b-side.

- «One Thing»,es la siguiente canción-sencillo, es también una canción pop rock, siendo la favorita de Niall Horan. Tiene un puente de guitarra con un estribillo potente, siendo catalogada por Digital Spy como «una canción hecha para conciertos».[19] El sencillo se estrenó el 6 de enero del 2012, teniendo como b-side la canción «I Should Have Kissed You» y el vídeo el 13 de enero, precedido por tres adelantos, al igual que «What Makes You Beautiful».

- La cuarta canción del álbum es «More Than This», es una balada pop, comparada con «All I Have To Give» de Backstreet Boys.[20] Esta es la canción favorita de Harry Styles.

- «Up All Night», la canción que le da nombre al álbum, es una canción electro y dance pop, es un himno de fiesta, en esta se hace referencia a Katy Perry.[21][22]

- «I Wish» es una canción pop, que ha sido comparada con «Dancing on My Own» de Robyn por su letra, que expresa el enamoriamiento de una chica que está con otra persona.

- La séptima canción es llamada «Tell Me A Lie» es una canción pop rock que fue escrita por Kelly Clarkson para su álbum Stronger; Clarkson expresó que se sentía orgullosa con el resultado final del trabajo, «Es una canción muy linda, me encanta. Ellos suenan realmente genial. Yo ya la tengo - Estoy tan feliz con mi copia en el computador! Suena excelente.»[23]

- «Taken» es la octava pista del álbum, es una balada pop con guitarra. Su letra se trata sobre corazones rotos y relaciones. La página Digital Spy la incluyó en su publicación "Lady GaGa, Robbie, Kylie: 19 pop singles that should have been" donde se incluían; como su nombre lo dice, canciones que debieron haber sido lanzadas como sencillos, la página afirmó lo siguiente:

“Sí, sabemos que has escuchado una canción 1D que han escuchado todos, pero "Taken" - que aparece en su álbum debut Up All Night - todavía parece una oportunidad perdida.”

- La siguiente, «I Want»,que fue escrita por Tom Fletcher es una canción pop rock influenciada con una línea de piano.

- La décima canción «Everything About You», es electro y teen pop. Es una de las canciones escritas por todos los integrantes de One Direction

- El siguiente track es «Same Mistakes», una canción pop lenta, influenciada por piano, sintetizadores y percusión.

- «Save You Tonight», una canción electro pop con un distintivo sonido retro.

- La última canción de la versión estándar es «Stole My Heart», de estilo dance pop. La canción tiene un parecido a la canción Dinamite de Taio Cruz.

- El primer bonus, «Stand Up», es una canción pop rock y electro pop.

- «Moments» es la segunda canción bonus, de estilo indie pop y líricamente se trata de un hombre, el cual pierde su novia y este se suicida para estar con su novia. Louis Tomlinson dijo que esta es su canción favorita del álbum y que le parece «fenomenal».

- Luego vienen los b-side de «What Makes You Beautiful», «Gotta Be You» y «One Thing», llamados «Na Na Na», «Another World» y «I Should Have Kissed You» respectivamente.

## Lista de canciones
Versión Estándar
| N.º | Título                     | Escritor(es)                                                                                   | Productor(es)                      | Duración |  |
| 1.  | «What Makes You Beautiful» | Rami Yacoub, Carl Falk, Savan Kotecha                                                          | Rami Yacoub, Carl Falk             | 3:19     |  |
| 2.  | «Gotta Be You»             | Steve Mac, August Rigo                                                                         | Steve Mac                          | 4:05     |  |
| 3.  | «One Thing»                | Rami Yacoub, Carl Falk, Savan Kotecha                                                          | Yacoub, Falk                       | 3:17     |  |
| 4.  | «More than this»           | Jamie Scott                                                                                    | Brian Rawling, Paul Meehan         | 3:49     |  |
| 5.  | «Up All Night»             | Savan Kotecha, Matt Squire                                                                     | Matt Squire                        | 3:15     |  |
| 6.  | «I Wish»                   | Rami Yacoub, Carl Falk, Savan Kotecha                                                          | Rami Yacoub, Carl Falk             | 3:37     |  |
| 7.  | «Tell Me a Lie»            | Kelly Clarkson, Tom Meredith, Shep Solomon                                                     | Tom Meredith, Shep Solomon         | 3:18     |  |
| 8.  | «Taken»                    | Toby Gad, Lindy Robbins, Harry Styles, Liam Payne, Louis Tomlinson, Niall Horan, Zayn Malik    | Toby Gad                           | 3:57     |  |
| 9.  | «I Want»                   | Tom Fletcher                                                                                   | Richard "Biff" Stannard, Ash Howes | 2:53     |  |
| 10. | «Everything About You»     | Steve Robson, Wayne Hector, Harry Styles, Liam Payne, Louis Tomlinson, Niall Horan, Zayn Mailk | Steve Robson                       | 3:37     |  |
| 11. | «Same Mistakes»            | Steve Robson, Wayne Hector, Harry Styles, Liam Payne, Louis Tomlinson, Niall Horan, Zayn Malik | Steve Robson                       | 3:38     |  |
| 12. | «Save You Tonight»         | RedOne, BeatGeek, Jimmy Joker, Teddy Sky, AJ Junior, Alaina Beaton, Savan Kotecha              | RedOne, BeatGeek, Joker            | 3:26     |  |
| 13. | «Stole My Heart»           | Jamie Scott, Paul Meehan                                                                       | Brian Rawling, Paul Meehan.        | 3:25     |  |

Versión Deluxe
Limited yearbook edition bonus tracks

| N.º | Título     | Escritor(es)               | Productor(es)           | Duración |  |
| 14. | «Stand Up» | Roy Stride, Josh Wilkinson | Richard "Biff" Stannard | 2:53     |  |
| 15. | «Moments»  | Ed Sheeran, Si Hulbert     | Si Hulbert              | 4:22     |  |

## Posicionamiento en listas

### Semanales
| País              | Lista                               | Mejor posición |
| 2011 — 2012       | 2011 — 2012                         | 2011 — 2012    |
| ----------------- | ----------------------------------- | -------------- |
| Alemania          | German Albums Chart                 | 16             |
| Argentina         | Argentine Albums Charts             | 4              |
| Australia         | Australian Albums Chart             | 1              |
| Austria           | Austrian Albums Chart               | 18             |
| Bélgica (Flandes) | Ultratop 50                         | 7              |
| Bélgica (Valonia) | Ultratop 50                         | 27             |
| Canadá            | Canadian Hot 100                    | 1              |
| Croacia           | Croatian International Albums Chart | 1              |
| Dinamarca         | Danish Albums Chart                 | 4              |
| Escocia           | Scottish Albums Chart               | 2              |
| España            | Spanish Albums Chart                | 4              |
| Estados Unidos    | Billboard 200                       | 1              |
| Estados Unidos    | Digital Albums                      | 1              |
| Francia           | French Albums Chart                 | 15             |
| Grecia            | Greek Albums Chart                  | 8              |
| Hungría           | Hungarian Albums Chart              | 6              |
| Irlanda           | Irish Albums Chart                  | 1              |
| Italia            | Italian Albums Chart                | 1              |
| Japón             | Japanese Albums Chart               | 8              |
| México            | Mexican Albums Chart                | 1              |
| Noruega           | Norwegian Albums Chart              | 9              |
| Nueva Zelanda     | New Zealand Albums Chart            | 1              |
| Polonia           | Polish Albums Chart                 | 6              |
| Reino Unido       | UK Albums Chart                     | 2              |
| República Checa   | Czech Albums Chart                  | 12             |
| Suecia            | Swedish Albums Chart                | 1              |
| Suiza             | Swiss Albums Chart                  | 18             |

### Sucesión en listas
| Predecesor: MDNA de Madonna                                                     | Australian Albums Chart — Álbum N°1 15 de abril de 2012 — 13 de mayo de 2012                                          | Sucesor: 21 de Adele                                                            |
| Predecesor: Star Academie 2012 de Varios Artistas Wild Ones de Flo Rida         | Canadian Albums — Álbum N°1 31 de marzo de 2012 — 7 de abril de 2012 11 de agosto de 2012 — 18 de agosto de 2012      | Sucesor: Tuskegee de Lionel Richie God Forgives, I Don't de Rick Ross           |
| Predecesor: Wrecking Ball de Bruce Springsteen                                  | Billboard 200 — Álbum N°1 31 de marzo de 2012 — 7 de abril de 2012                                                    | Sucesor: The Hunger Games: Songs from District 12 and Beyond de Varios Artistas |
| Predecesor: NOW 41 de Varios Artistas                                           | Digital Albums — Álbum N°1 31 de marzo de 2012 — 7 de abril de 2012                                                   | Sucesor: The Hunger Games: Songs from District 12 and Beyond de Varios Artistas |
| Predecesor: Electra Heart de Marina & the Diamonds                              | Irish Albums Chart — Álbum N°1 24 de mayo de 2012 — 31 de mayo de 2012                                                | Sucesor: Valtari de Sigur Ros                                                   |
| Predecesor: 21 de Adele                                                         | Italian Albums Chart — Álbum N°1 16 de febrero de 2012 — 23 de febrero de 2012                                        | Sucesor: 21 de Adele                                                            |
| Predecesor: Wrecking Ball de Bruce Springsteen The Black Seeds de Dust And Dirt | New Zealand Albums Chart — Álbum N°1 26 de marzo de 2012 — 2 de abril de 2012 23 de abril de 2012 — 7 de mayo de 2012 | Sucesor: 21 de Adele Home Brew de Home Brew                                     |
| Predecesor: Break The Spell de Björn Skifs                                      | Swedish Albums Chart — Álbum N°1 2 de diciembre de 2011 — 9 de diciembre de 2011                                      | Sucesor: Saade Vol. 2 de Eric Saade                                             |

### Certificaciones
| País              | Organismo certificador | Certificación | Unidades certificadas | Ref.   |
| ----------------- | ---------------------- | ------------- | --------------------- | ------ |
| América del Norte |                        |               |                       |        |
| Canadá            | CRIA                   | 3× Platino    | 240 000               | [ 52 ] |
| Estados Unidos    | RIAA                   | 3× Platino    | 3 000                 | [ 53 ] |
| México            | AMPROFON               | 4× Platino    | 240 000               | [ 54 ] |
| América del Sur   |                        |               |                       |        |
| Brasil            | ABPD                   | Platino       | 40 000                | [ 55 ] |
| Chile             | IFPI — Chile           | Oro           | 10 000                | [ 56 ] |
| Colombia          | ASINCOL                | 2× Platino    | 20 000                | [ 57 ] |
| Perú              | IFPI — Perú            | Oro           | 5000                  | [ 57 ] |
| Venezuela         | APFV                   | 4× Platino    | 40 000                | [ 57 ] |
| Europa            |                        |               |                       |        |
| Dinamarca         | IFPI — Dinamarca       | 2× Platino    | 40 000                | [ 58 ] |
| España            | PROMUSICAE             | Oro           | 20 000                | [ 59 ] |
| Finlandia         | IFPI — Finlandia       | Oro           | 10 000                | [ 60 ] |
| Francia           | SNEP                   | Oro           | 50 000                | [ 61 ] |
| Grecia            | IFPI — Grecia          | Oro           | 3000                  | [ 62 ] |
| Irlanda           | IRMA                   | 3× Platino    | 30 000                | [ 63 ] |
| Italia            | FIMI                   | 2× Platino    | 120 000               | [ 64 ] |
| Polonia           | ZPAV                   | Platino       | 20 000                | [ 65 ] |
| Reino Unido       | BPI                    | 4× Platino    | 1 200 000             | [ 66 ] |
| Suecia            | IFPI — Suecia          | Platino       | 40 000                | [ 67 ] |
| Oceanía           |                        |               |                       |        |
| Australia         | ARIA                   | 5× Platino    | 350 000               | [ 68 ] |
| Nueva Zelanda     | RIANZ                  | 3× Platino    | 45 000                | [ 69 ] |
| Asia              |                        |               |                       |        |
| Filipinas         | PARI                   | 4× Platino    | 60 000                | [ 70 ] |
| Japón             | RIAJ                   | Platino       | 250 000               | [ 71 ] |

### Anuales
| Australia         | Australian Albums Chart  | 2  |
| Bélgica (Flandes) | Ultratop 200 Albums      | 17 |
| Bélgica (Valonia) | Ultratop 200 Albums      | 68 |
| Canadá            | Canadian Albums          | 3  |
| Dinamarca         | Danish Albums Chart      | 14 |
| España            | Spanish Albums Chart     | 22 |
| Estados Unidos    | Billboard 200            | 5  |
| Estados Unidos    | Digital Albums           | 6  |
| Francia           | French Albums Chart      | 46 |
| Irlanda           | Irish Albums Chart       | 8  |
| Italia            | Italian Albums Chart     | 12 |
| Japón             | Japanese Albums Chart    | 75 |
| México            | Mexican Albums Chart     | 1  |
| Nueva Zelanda     | New Zealand Albums Chart | 2  |
| Países Bajos      | Dutch Top 40             | 37 |
| Reino Unido       | UK Albums Chart          | 15 |
| Suecia            | Swedish Albums Chart     | 29 |
| Suiza             | Swiss Albums Chart       | 55 |